# Euceratocerus gibbifrons
Euceratocerus gibbifrons är en skalbaggsart som beskrevs av White 1960. Euceratocerus gibbifrons ingår i släktet Euceratocerus och familjen trägnagare. Inga underarter finns listade i Catalogue of Life.